# Head & Neck
Head & Neck, abgekürzt Head Neck, ist eine wissenschaftliche Fachzeitschrift, die vom Wiley-Blackwell-Verlag im Auftrag der International Academy of Oral Oncology veröffentlicht wird. Die Zeitschrift erscheint mit zwölf Ausgaben im Jahr. Es werden Arbeiten veröffentlicht, die sich mit Erkrankungen von Kopf und Hals beschäftigen.
Der Impact Factor lag im Jahr 2014 bei 2,641. Nach der Statistik des ISI Web of Knowledge wird das Journal mit diesem Impact Factor in der Kategorie Chirurgie an 48. Stelle von 198 Zeitschriften und in der Kategorie Hals-Nasen-Ohrenheilkunde an vierter Stelle von 43 Zeitschriften geführt.